# Höhle Dimnice
Die Höhle Dimnice, slowenisch Jama Dimnice, von dim = Rauch, ist eine Höhle bei Markovščina und  Slivje, Gemeinde Hrpelje-Kozina, Slowenien, nahe der Hauptstraße von Reka nach Triest. Sie weist eine Länge von 6 km und eine Tiefe von 130 m auf. Die Höhle ist als Naturdenkmal geschützt.
Die Höhle besitzt zwei große Öffnungen, die etwa 40 Meter tief sind. Den Namen erhielt die Höhle vom Dampf, der bei Luftaustausch im Winter aus der Höhle tritt. 
Die Gänge sind auf zwei Ebenen angeordnet. Im ersten Stockwerk sind die Gänge trocken und reich an Tropfsteinen. Im unteren Stockwerk fließt ein Bach, der in der Ortschaft Velike Loče versickert. Dieser Bach ist auch einer der Zuflüsse des Flusses Rižana.
Ein Gang führt in die Dimnice, der in der „Tanzsaal“ endet, der für Veranstaltungen in der Höhle genutzt wird. Dieser Saal befindet sich etwa 40 m unter der Oberfläche. Auf den Tanzsaal folgt die „Weiße Halle“ mit zahlreichen Anemoliten und hohen Stalagmitensäulen. Diese Halle wird von zwei kleineren Hallen gefolgt, nämlich der „Elfenhalle“ und der „Kochhalle“. Danach folgt eine der größeren und bedeutenderen Hallen, die „Sturzhalle“, in der sich einer der größten Vorhänge befindet. In dieser Halle gibt es auch viele Sinterbecken. In der letzten Halle befinden sich Sinterbecken in Form einer Chinesischen Mauer, nach der auch die Halle benannt ist, die „Chinesische Halle“. In der Endhalle sind die Wurzeln der Stalagmiten zu sehen, die mit einem Sinterhaufen endet, der den Gang verschließt.